# Oberlin (Ohio)
Oberlin es una ciudad ubicada en el condado de Lorain en el estado estadounidense de Ohio. En el Censo de 2010 tenía una población de 8286 habitantes y una densidad poblacional de 645,4 personas por km².

## Geografía
Oberlin se encuentra ubicada en las coordenadas 41°17′10″N 82°13′8″O / 41.28611, -82.21889. Según la Oficina del Censo de los Estados Unidos, Oberlin tiene una superficie total de 12.84 km², de la cual 12.74 km² corresponden a tierra firme y (0.77%) 0.1 km² es agua.

## Demografía
Según el censo de 2010, había 8286 personas residiendo en Oberlin. La densidad de población era de 645,4 hab./km². De los 8286 habitantes, Oberlin estaba compuesto por el 72.98% blancos, el 14.84% eran afroamericanos, el 0.23% eran amerindios, el 4.04% eran asiáticos, el 0.01% eran isleños del Pacífico, el 1.44% eran de otras razas y el 6.46% pertenecían a dos o más razas. Del total de la población el 5.1% eran hispanos o latinos de cualquier raza.